# Lars Ricken
Lars Ricken (Dortmund, 10 juli 1976) is een Duits voormalig voetballer die bij voorkeur op het middenveld speelde. Hij kwam zijn hele loopbaan uit voor Borussia Dortmund, waar hij ook na zijn sportcarrière voor bleef werken. Hij speelde zestien keer voor het Duits voetbalelftal.
Ricken debuteerde in het seizoen 1993/94 en zou tot eind 2008 in het eerste spelen. Zijn loopbaan werd gekenmerkt door zware blessures en sinds 2002 speelde bij ook geregeld bij Borussia Dortmund II in de Regionalliga West om weer ritme op te doen. Van januari 2008 tot en met februari 2009 speelde hij alleen nog voor Borussia Dortmund II. Op 16 februari 2009 maakte hij bekend dat hij gestopt was met voetballen.
Ricken won met Dortmund meermaals de Bundesliga (1995, 1996, 2002) en ook de Champions League in 1997. Met het Duitse elftal, waar hij zestienmaal voor uitkwam, werd hij tweede op het wereldkampioenschap voetbal 2002.
Op 19 december 2009 werd het doelpunt van Ricken in de UEFA Champions League- finale tegen Juventus FC in 1997 uitgekozen tot 'doelpunt van de eeuw' tijdens het 100-jarig bestaan van Borussia Dortmund.

## Erelijst
Borussia Dortmund
- Bundesliga: 1994/95, 1995/96, 2001/02
- DFL-Supercup: 1995, 1996
- UEFA Champions League: 1996/97
- Intercontinental Cup: 1997

1 Kahn  ·
2 Linke ·
3 Rehmer ·
4 Baumann ·
5 Ramelow ·
6 Ziege ·
7 Neuville ·
8 Hamann ·
9 Jancker ·
10 Ricken ·
11 Klose ·
12 Lehmann ·
13 Ballack ·
14 Asamoah ·
15 Kehl ·
16 Jeremies ·
17 Bode ·
18 Böhme ·
19 Schneider ·
20 Bierhoff ·
21 Metzelder ·
22 Frings ·
23 Butt ·
Coach: Völler